# Juan Huarte

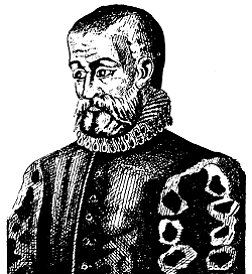
Juan Huarte de San Juan

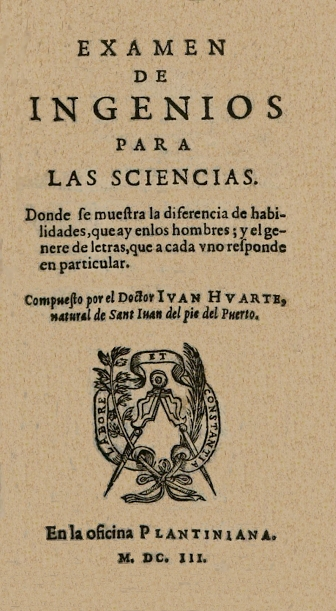
Examen de ingenios para las sciencias, 1603.

Juan Huarte de San Juan, född mellan 1530 och 1535 i Saint-Jean-Pied-de-Port i kungariket Navarra, död omkring 1592 i Baeza i Spanien, var en spansk författare av verk i pedagogik och läkare. Han betraktas som den spanska psykologins fader.

## Biografi
Juan Huarte studerade medicin vid universiteten i Huesca och Alcalá de Henares, och utmärkte sig som läkare för sina insatser vid en pestepidemi i Baeza år 1566. Han blev ryktbar genom sitt fysiko-psykologiska arbete Examen de ingenins para las ciencias etc. ("Undersökning av begåvningarna avseende vetenskaperna"), som ger värdefulla föreskrifter för barns fysiska och intellektuella uppfostran med mera. Det originella och tankedigra arbetet, som anses ha lämnat myckot stoff åt Montesquieus Esprit des lois, utkom 1575. Han är i detta verk påverkad av Juan Luis Vives idéer om att lärare bör ta hänsyn om barn intellektuella kapacitet, samt av Galenos temperamentslära. Huarte räknas med detta verk ha grundat uppfattningen, som vissa pedagogiska teorier företräder, att utbildningen bör göra ett begåvningsurval av eleverna, en tanke som bestred giltigheten i ståndssamhället. Hans idéer upptogs bland annat av svenska pedagoger (Gustaf Ruder) under 1700-talet.